# 伊藤望
伊藤望（1995年2月16日—），出生於日本長崎縣佐世保市，是一位日本女子排球運動員，目前效力於東麗箭，場上位置為副攻。身高178公分，體重65公斤。

## 生涯
- 所屬學校、球隊

佐世保市立日野中學校 → 九州文化學園高校（2010年－2013年） → 東麗箭（2013年－）

## 榮譽

### 國家隊
青年隊
- 2013年世界青年女子排球錦標賽 -  亞軍

U23隊
- 2013年世界U23女子排球錦標賽 -  季軍

## 外部連結
- V聯賽球員介紹 （页面存档备份，存于） （日語）
- 東麗箭女排隊官方網站 （日語）
- 東麗箭女排選手簡介 - 伊藤望 （日語）